# モニノ空軍博物館

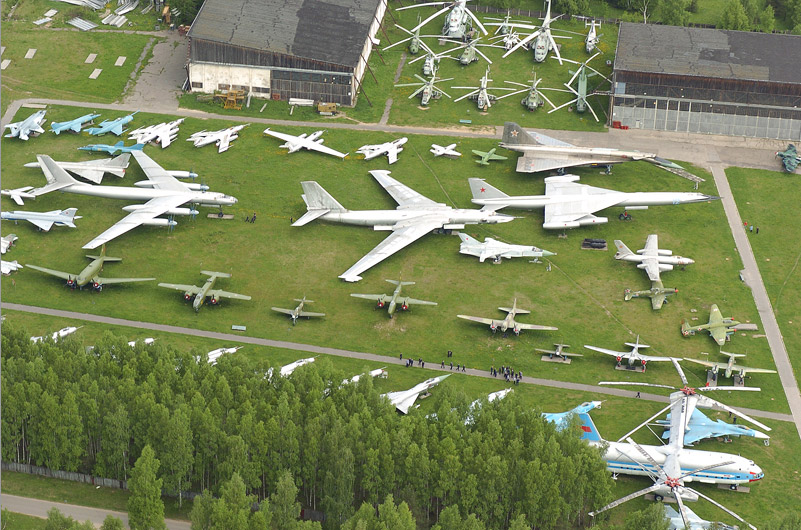
博物館概観

中央空軍博物館（ちゅうおうくうぐんはくぶつかん ロシア語: Центральный музей Военно-воздушных сил РФ 英語: The Central Museum of the Air Forces at Monino 正式名称:露: ФГУ культуры и искусства Центральный музей Военно-воздушных сил, BBC　英: Federal Culture and Arts Center Museum of the Air Force）はロシアのモスクワの東38kmに位置するモニノ空軍基地内にあるロシア最大の航空博物館である。日本国内ではモニノ空軍博物館として知られる。

## 概要
1958年に建設され設立当初は「ソビエト空軍博物館」として1960年に開館。ソ連時代はその立地から一般市民の立ち入り禁止区域に設定されており、ロシア連邦となった後でもロシア国籍以外の入場は事前申請が必要とされていた。
ロシア航空機に関するものとしては世界最大であり、173機の航空機と127基の航空機エンジンが展示され、兵器、機材、制服、その他航空に関係する物が多く収蔵されている。訪問者は書籍、映画フィルム、写真等が収められた図書館を訪れることもできる。博物館は、ジュコーフスキー・ガガーリン空軍士官学校（旧ガガーリン空軍士官学校）に隣接している。
2001年に政府機関から独立し公式ホームページを立ち上げている。

## 開館時間
博物館は平日の場合9:00am から17:00pmまで、土曜日は9:00am から16:00pmに開館している。日曜日と月曜日は閉館である。
博物館はガガーリン空軍士官学校の敷地にあるが、2006年夏現在特別な許可は必要とされていない。

## 展示機の一例
旅客機

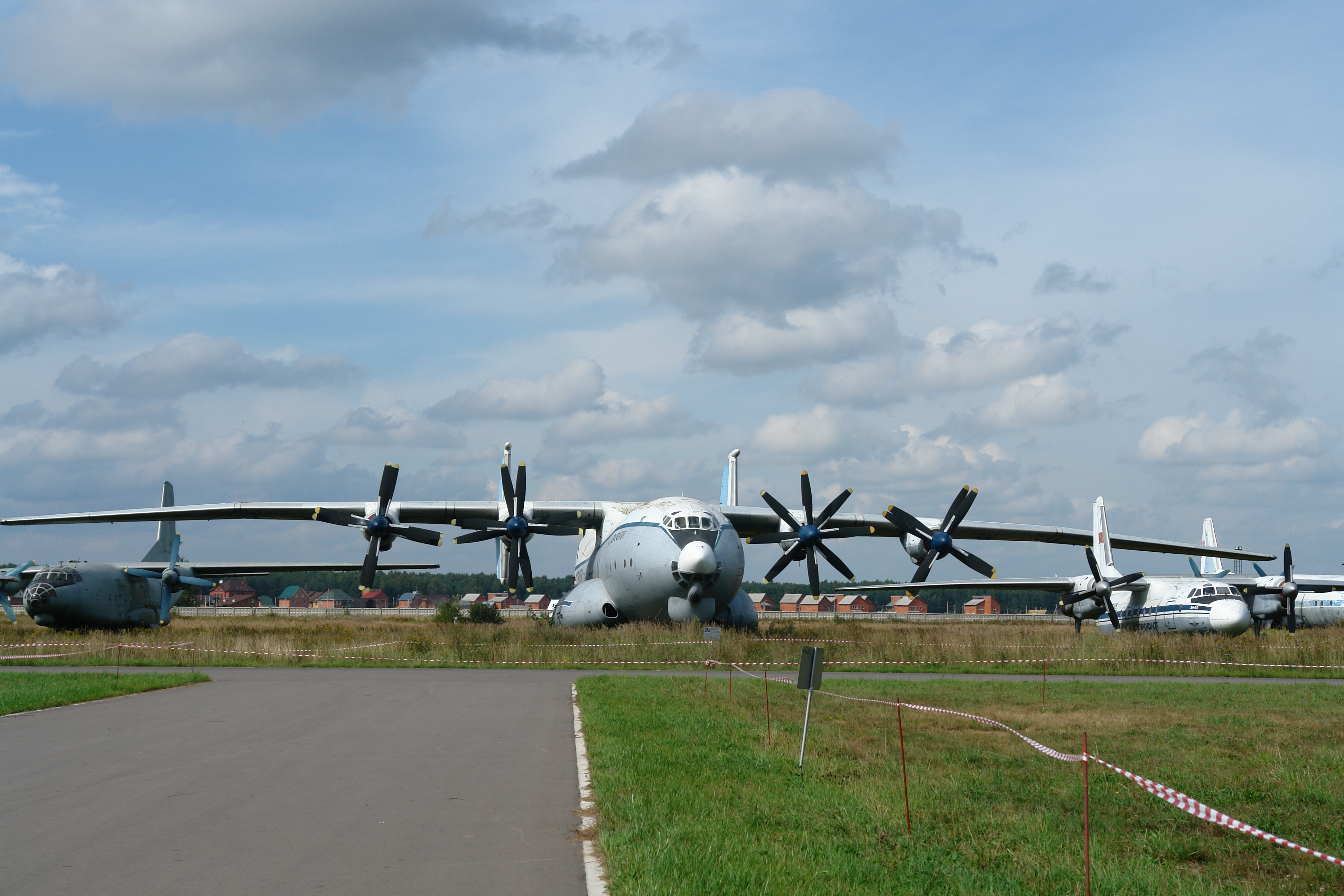
アントノフ An-22 (Cock)
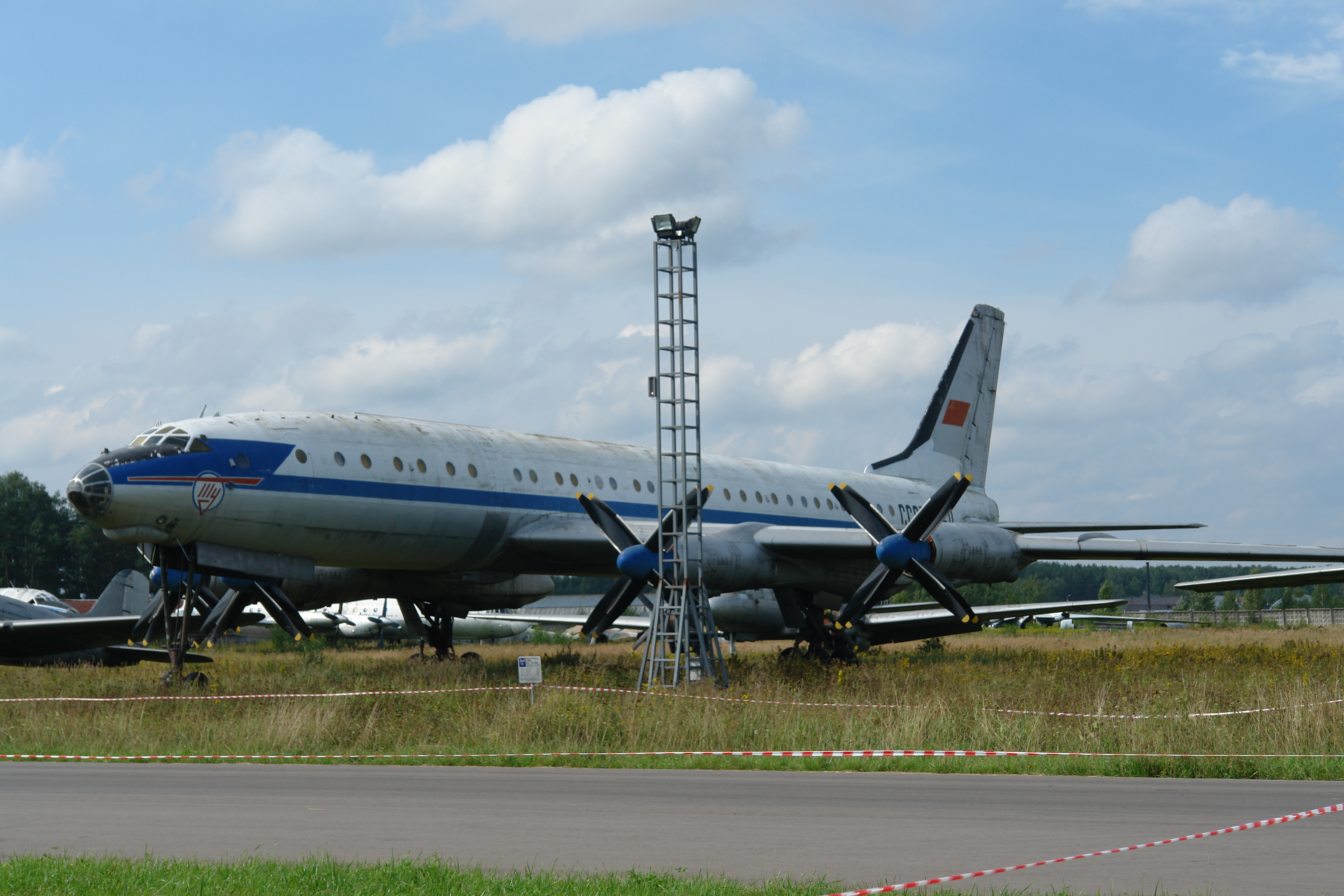
ツポレフ Tu-114 (Cleat)
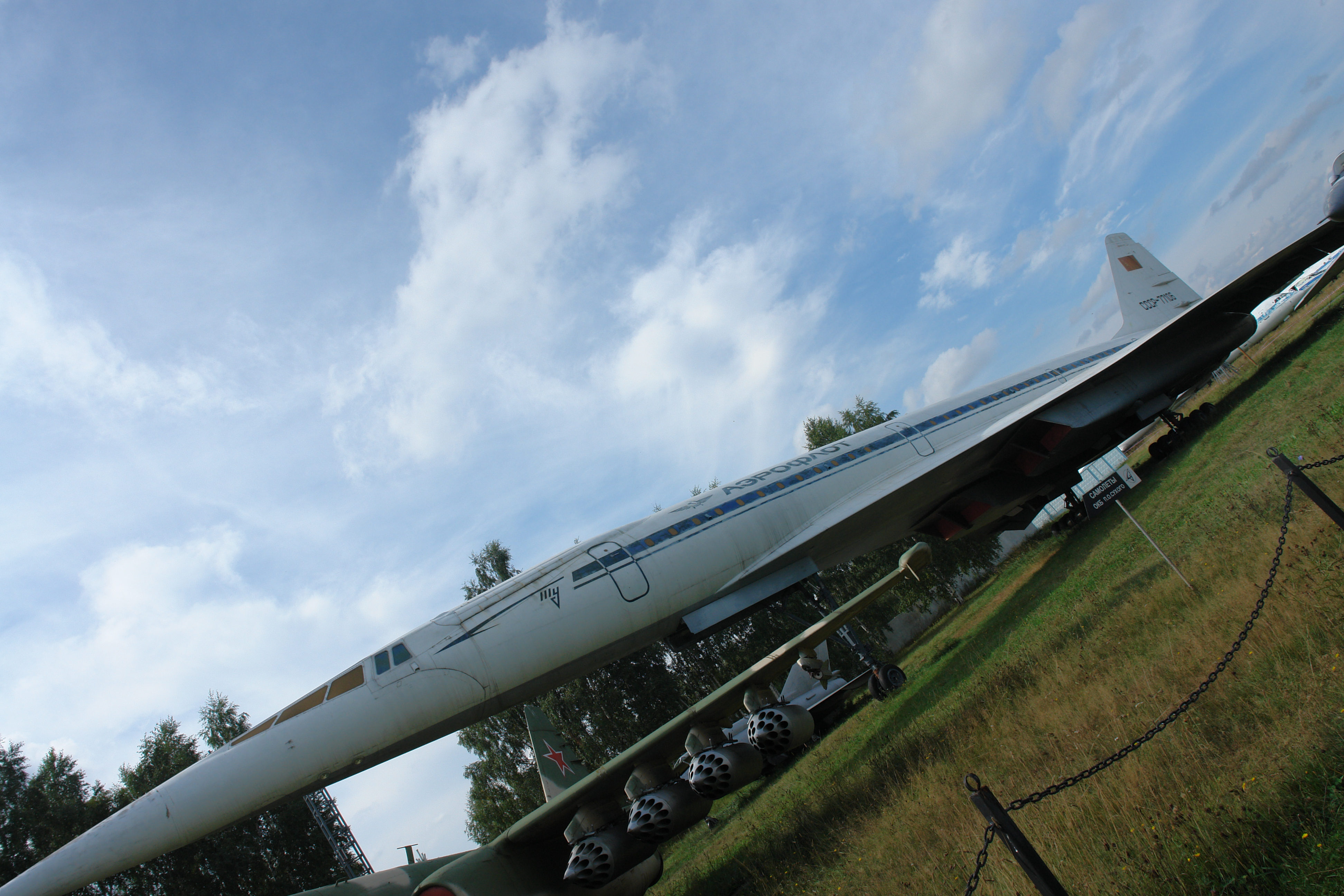
ツポレフ Tu-144 (Charger)
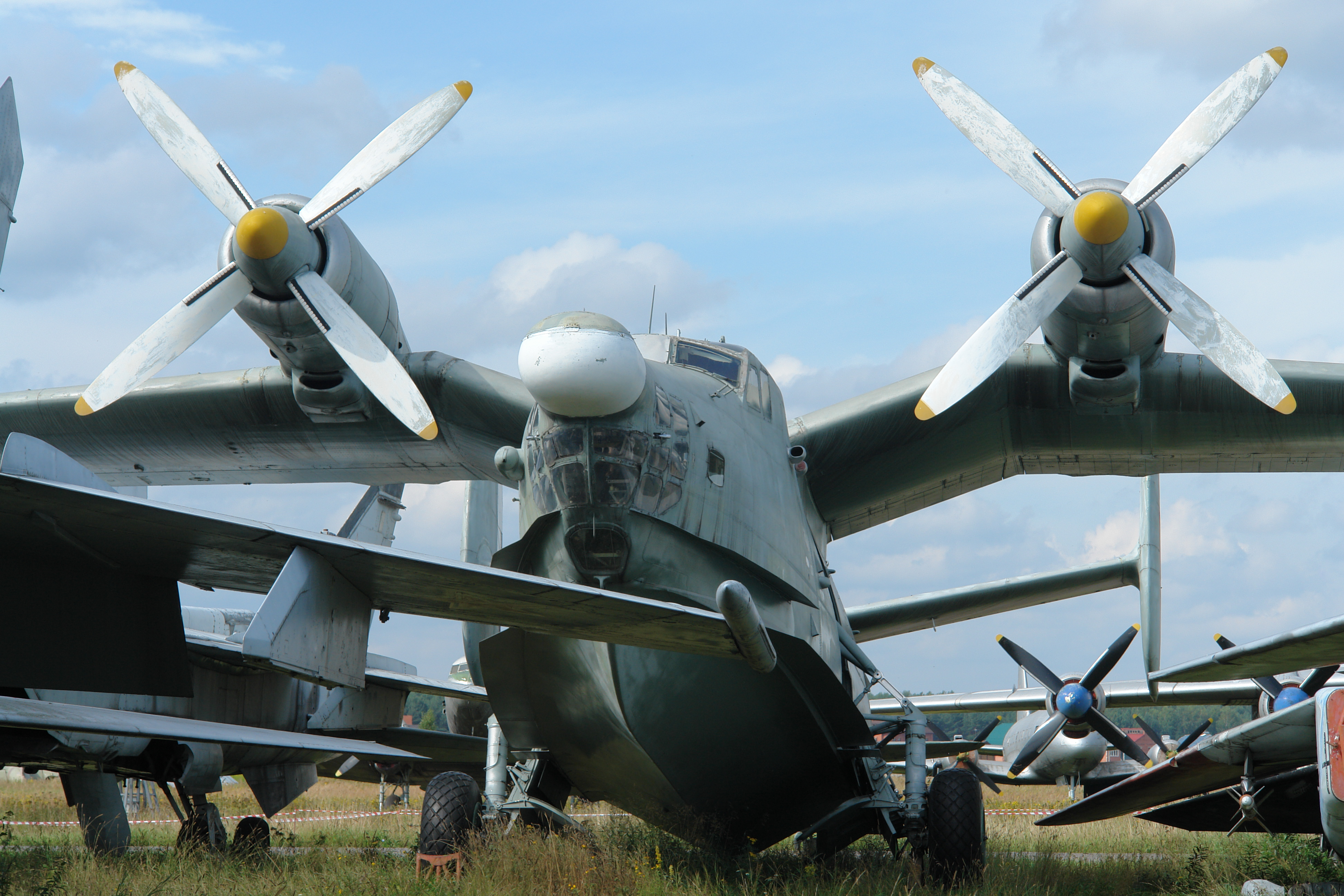
ベリエフ Be-12 (Mail)

戦闘機

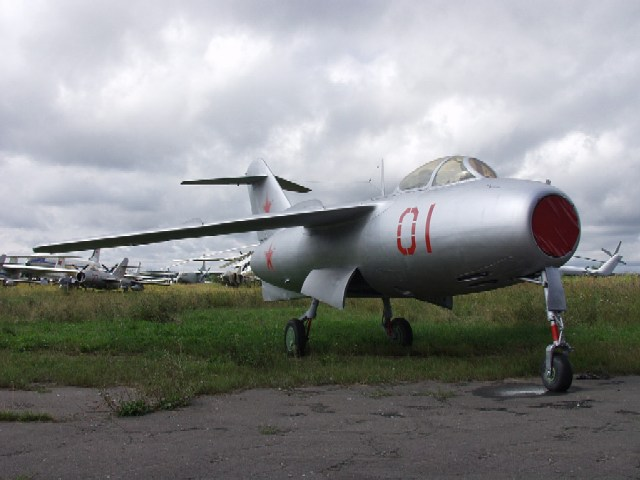
ラヴォチュキン La-15 (Fantail)
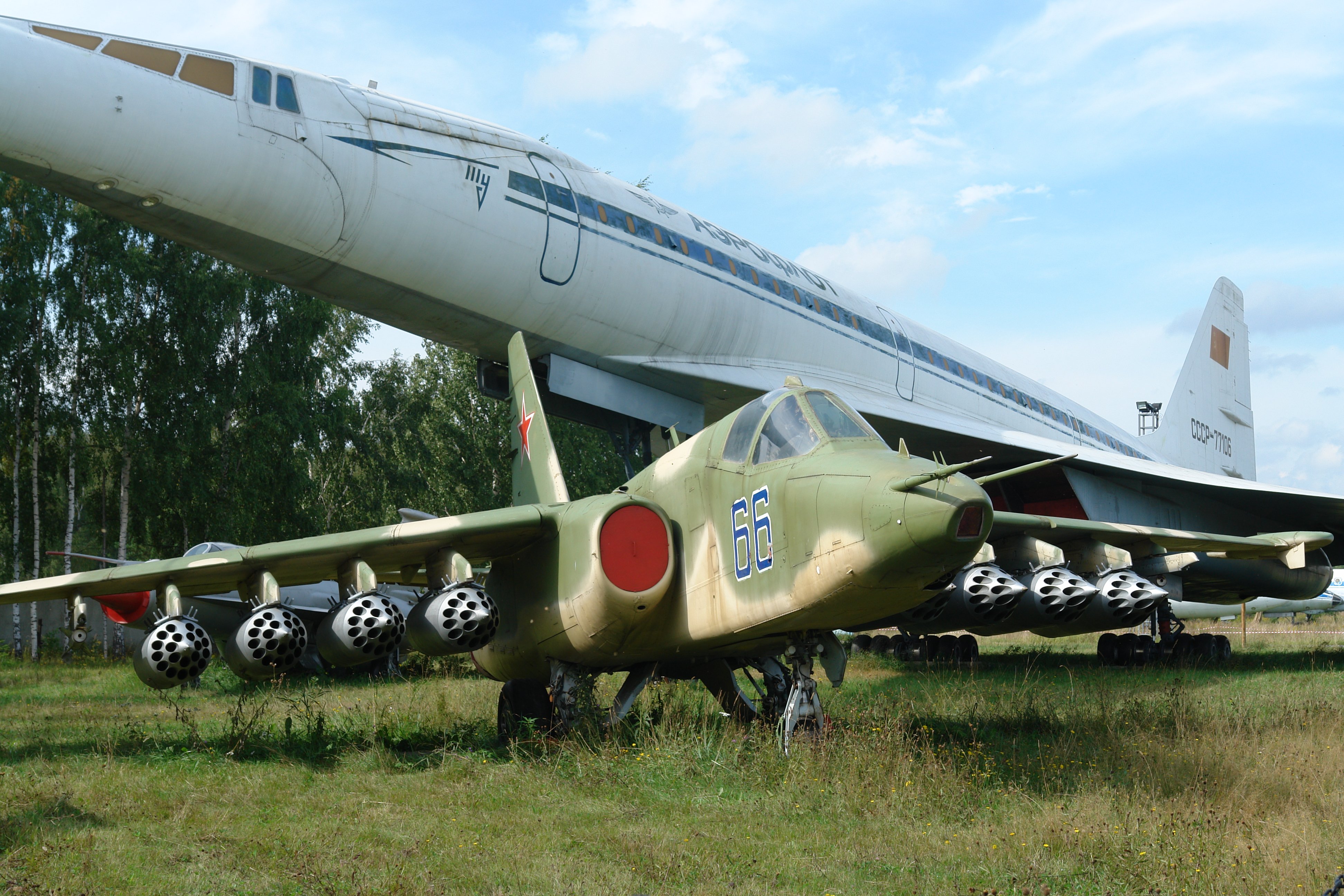
スホーイ Su-25 (Frogfoot)

爆撃機

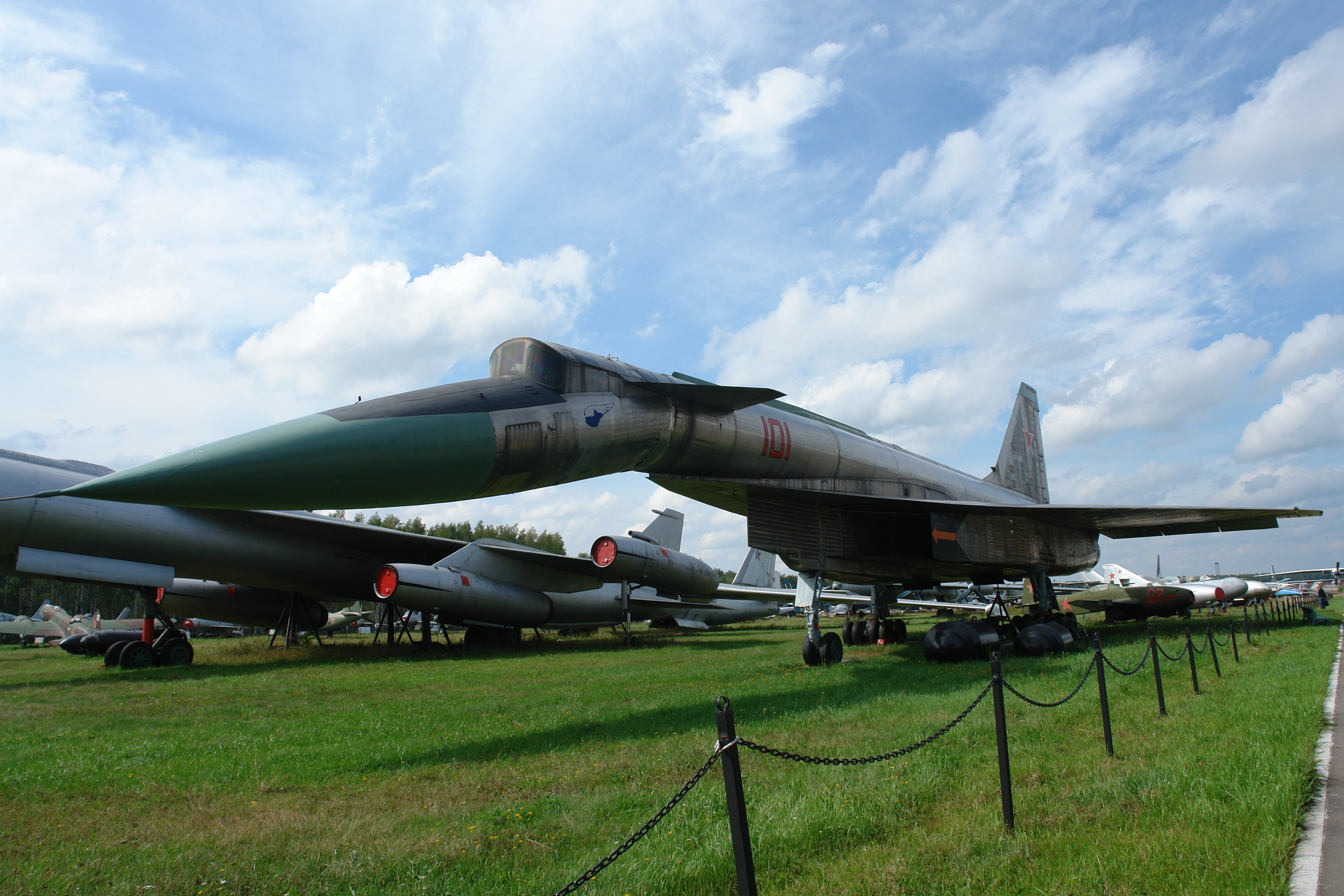
スホーイ T-4 (SU-100)
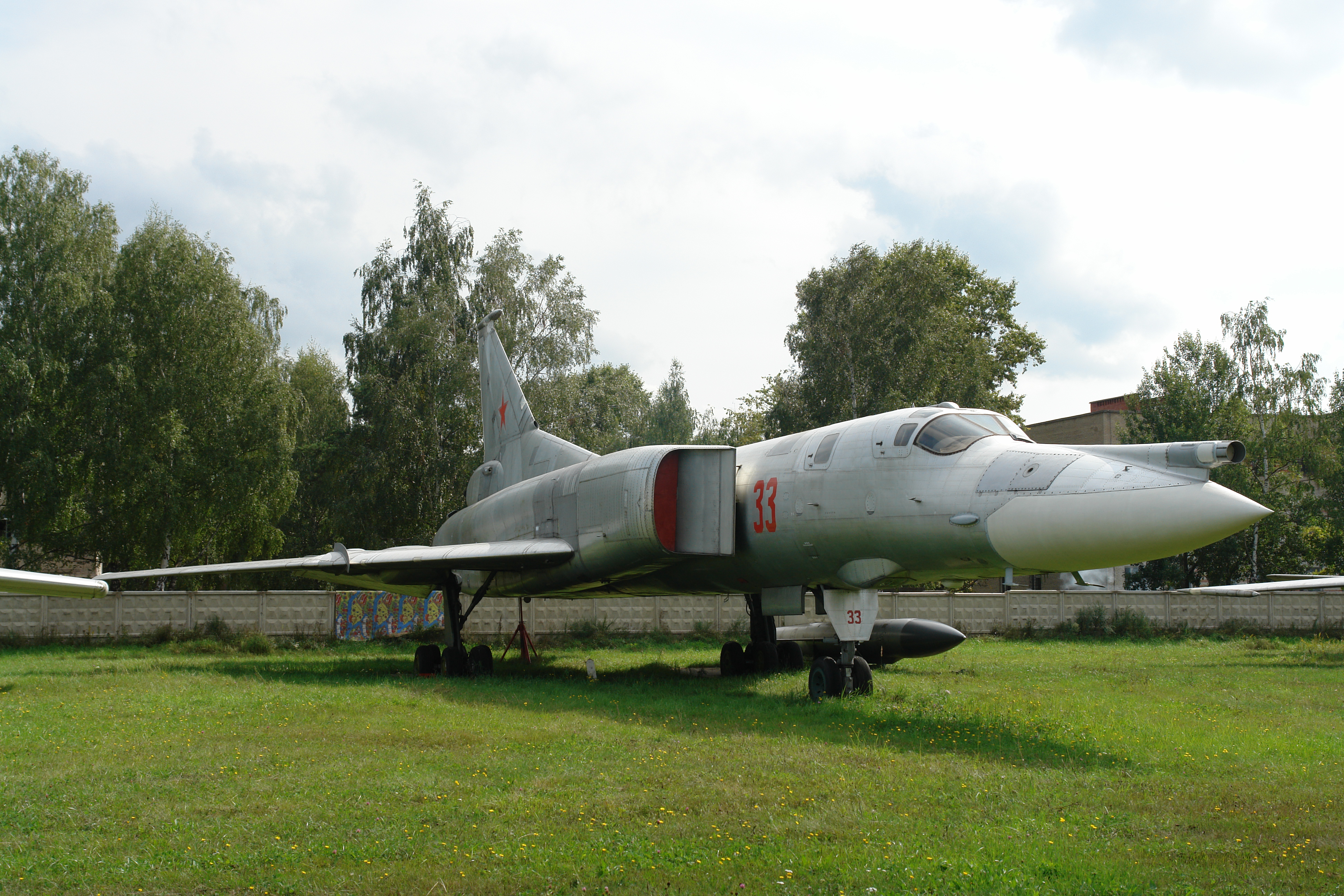
ツポレフ Tu-22M (Backfire)
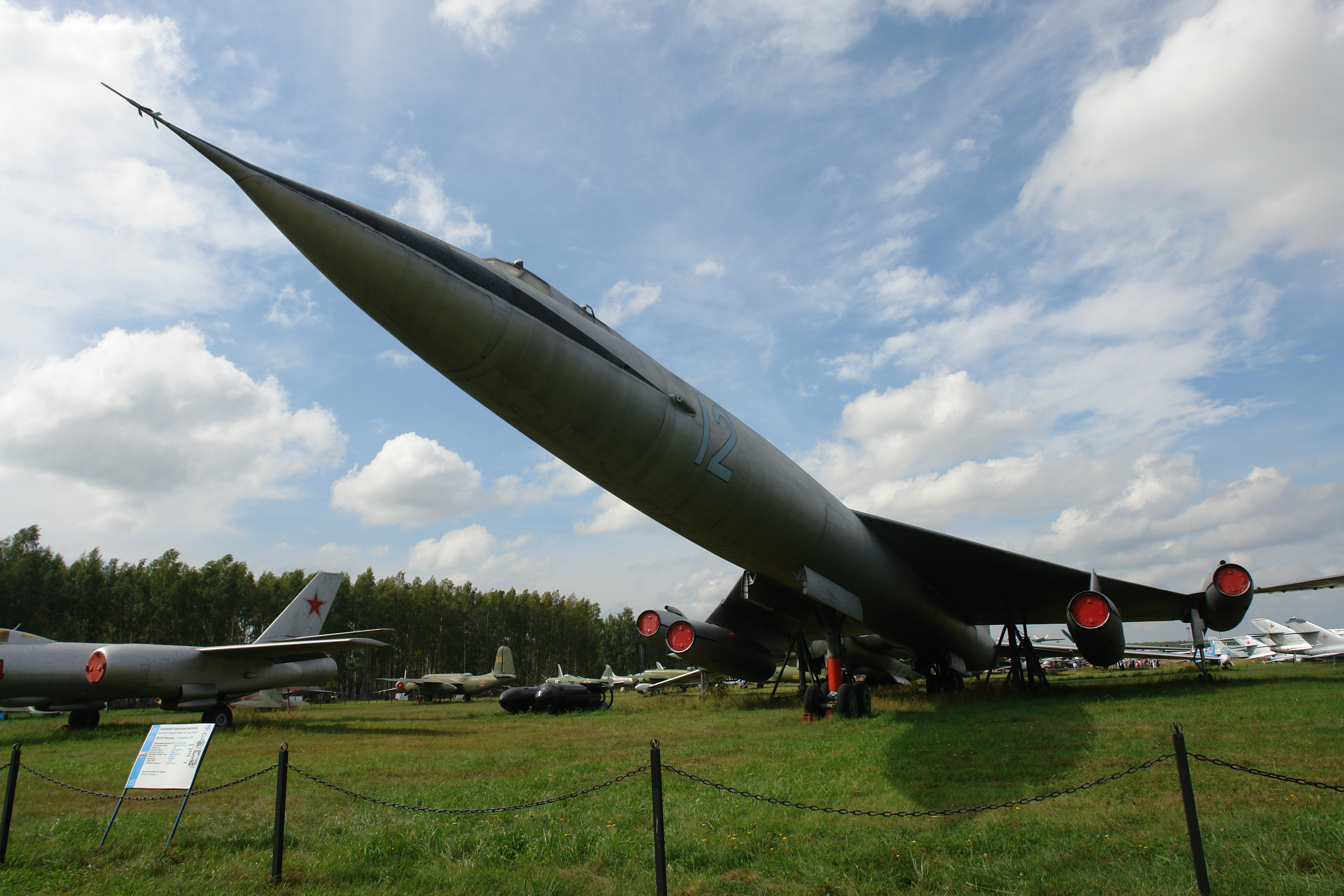
ミャスィーシチェフ M-50 (Bounder)
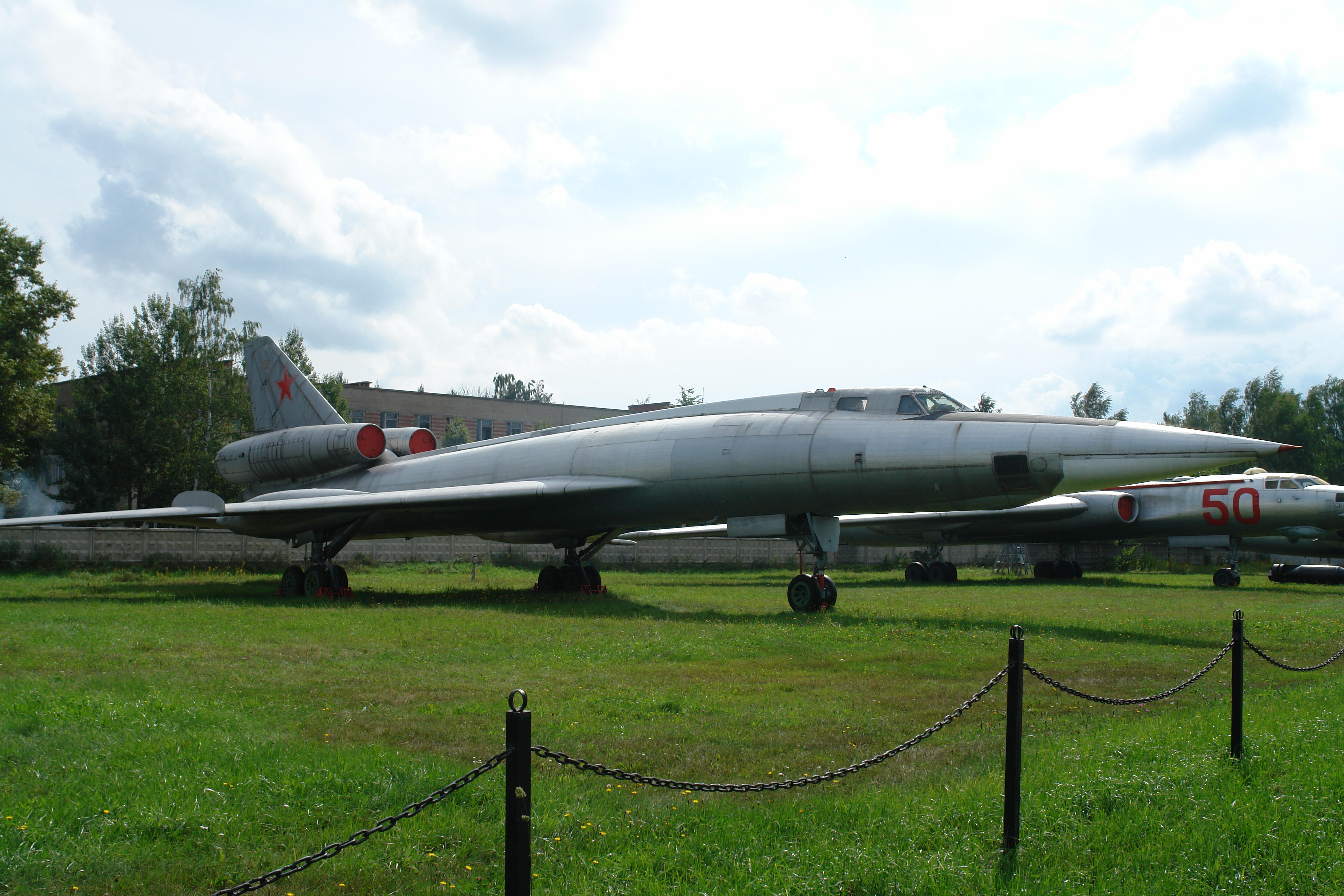
ツポレフ Tu-22 (Blinder)
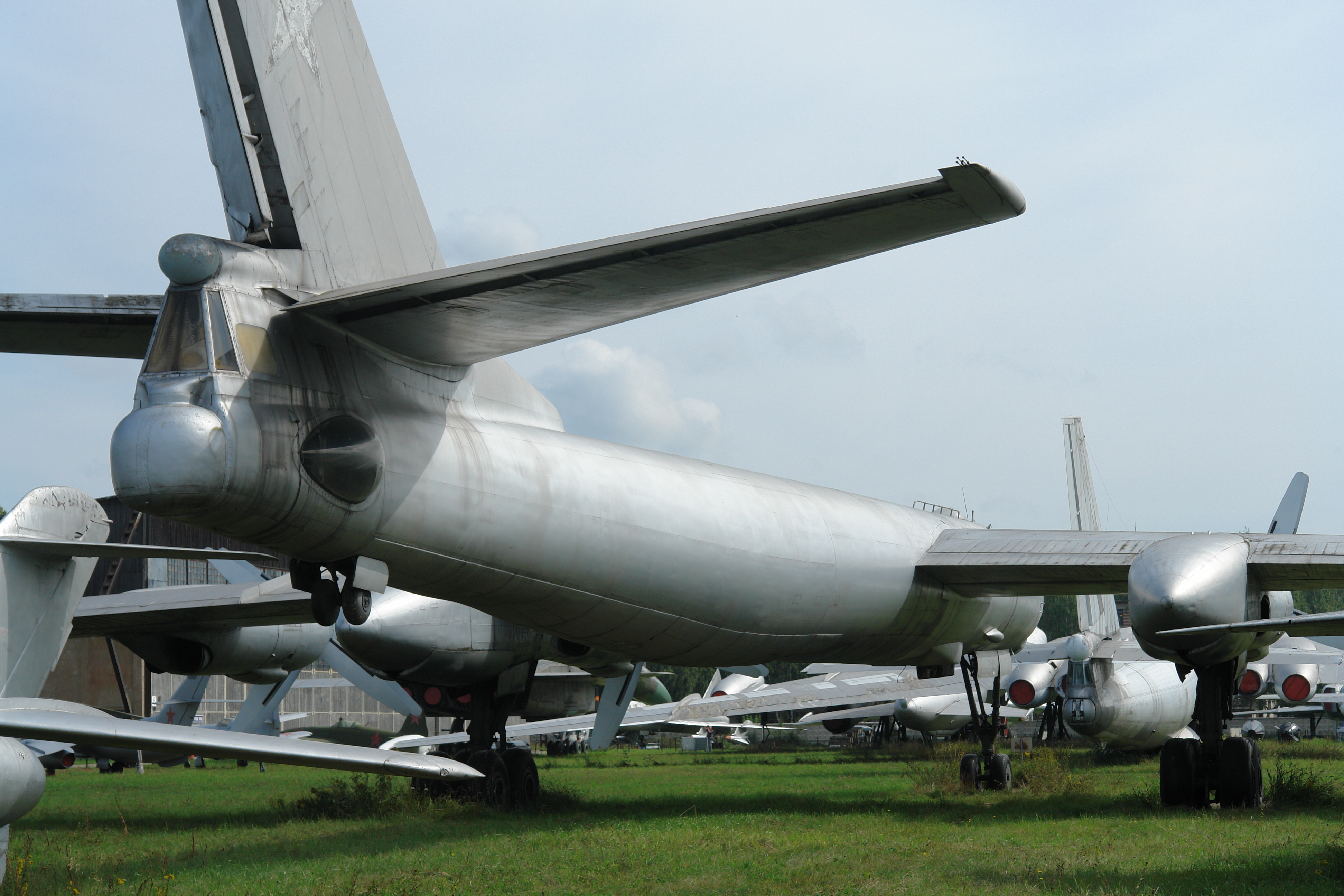
ツポレフ Tu-95 (Bear)
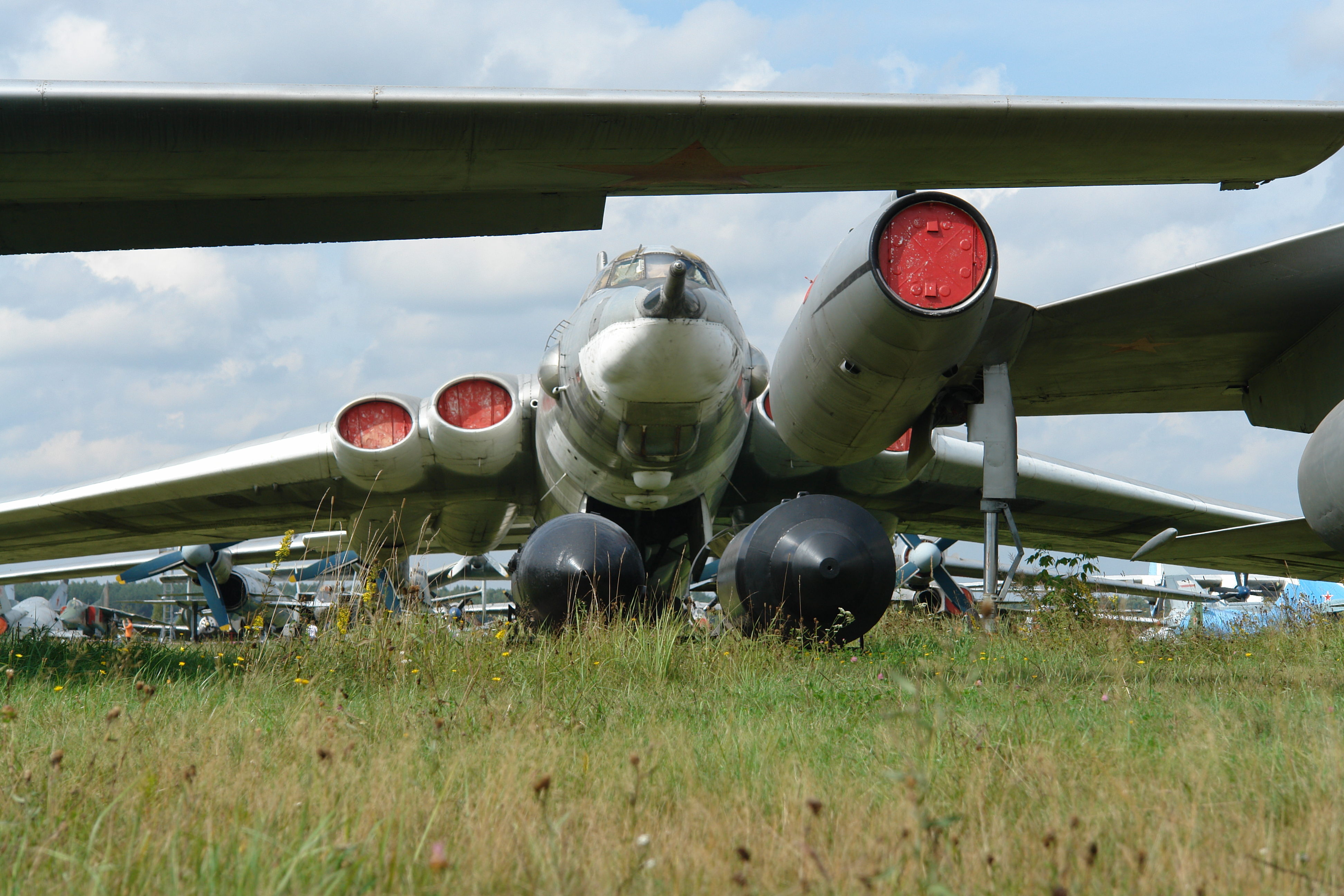
ミャスィーシチェフ 3M (Bison)

ヘリコプター

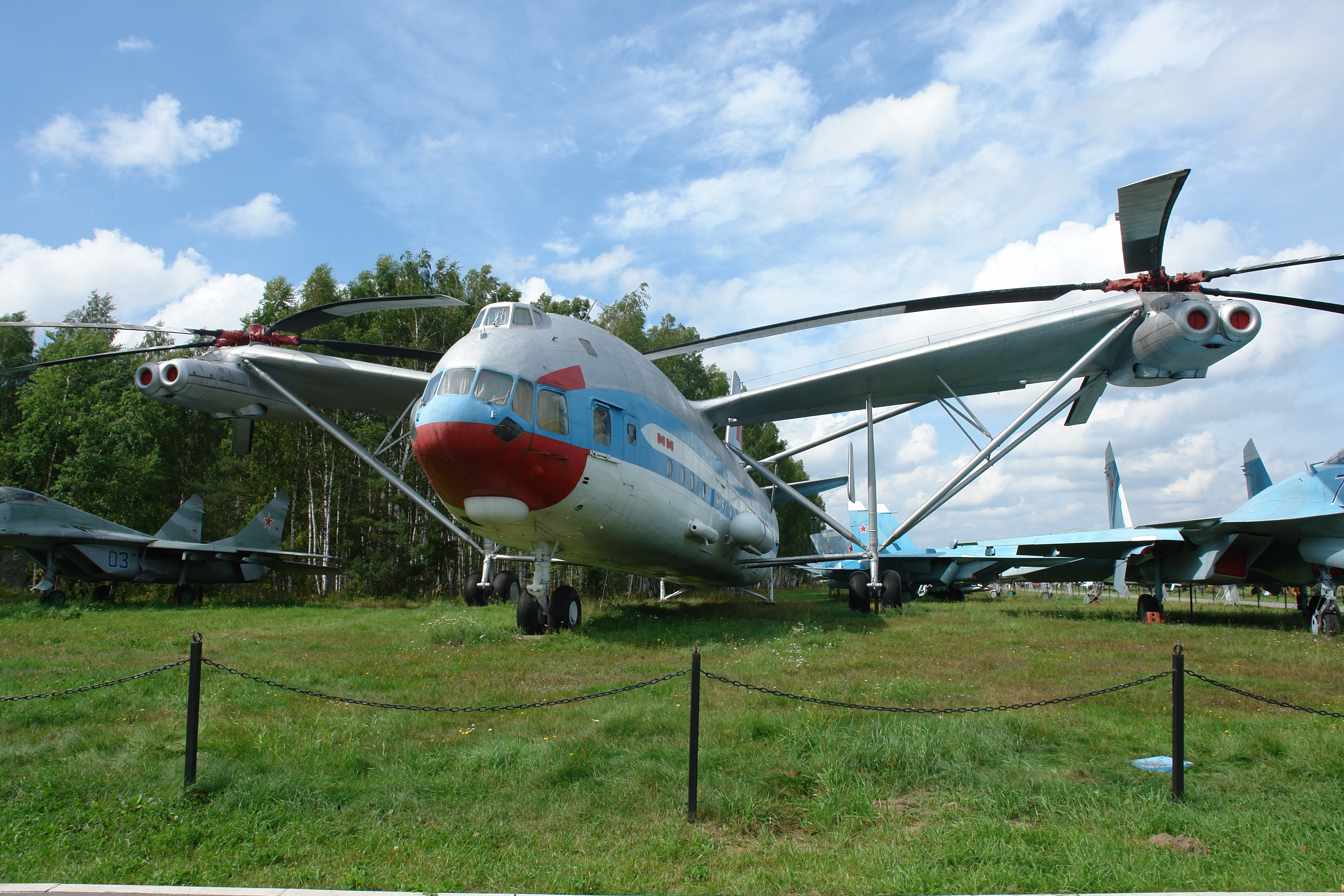
ミル Mi-12 (Homer)
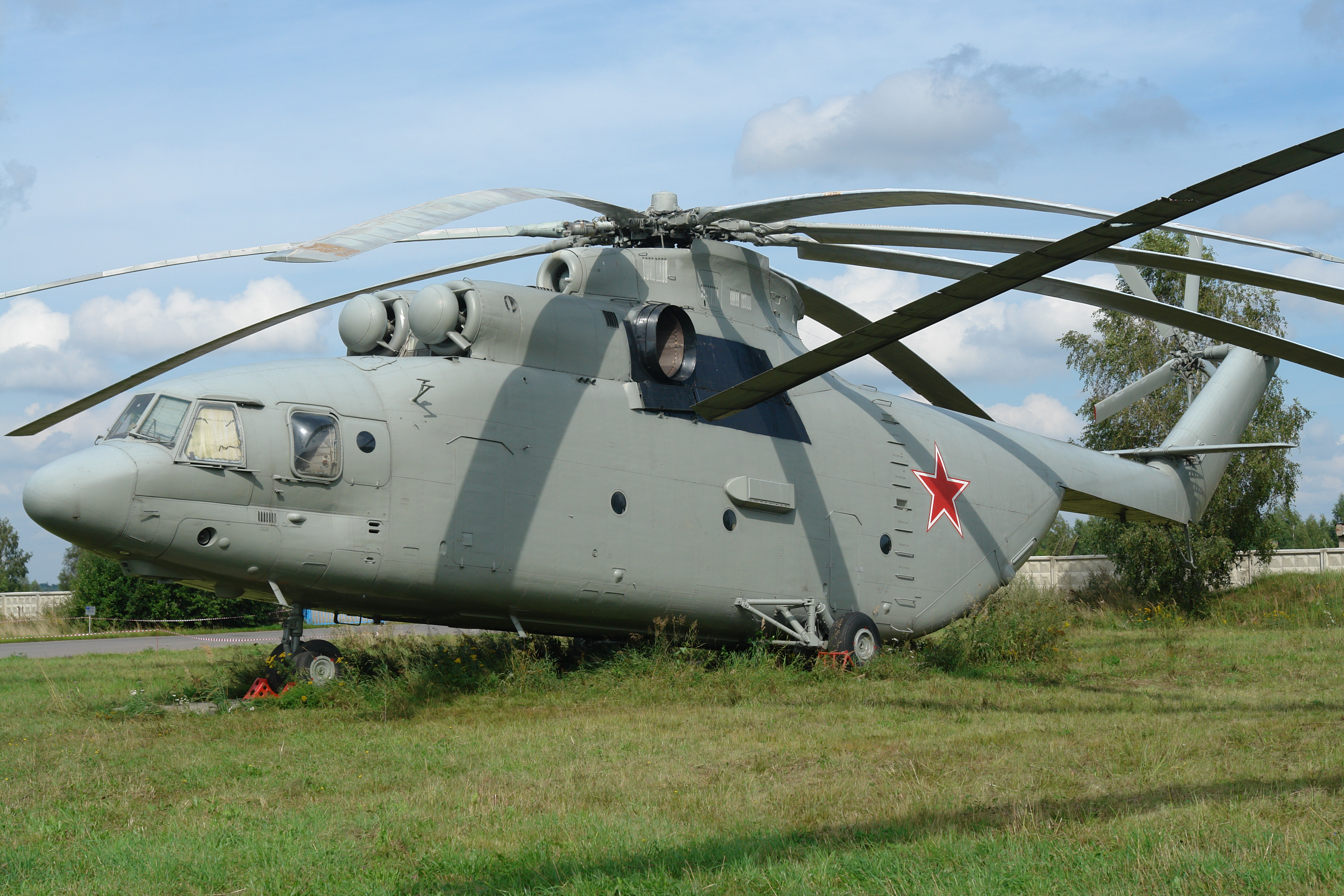
ミル Mi-26 (Halo)
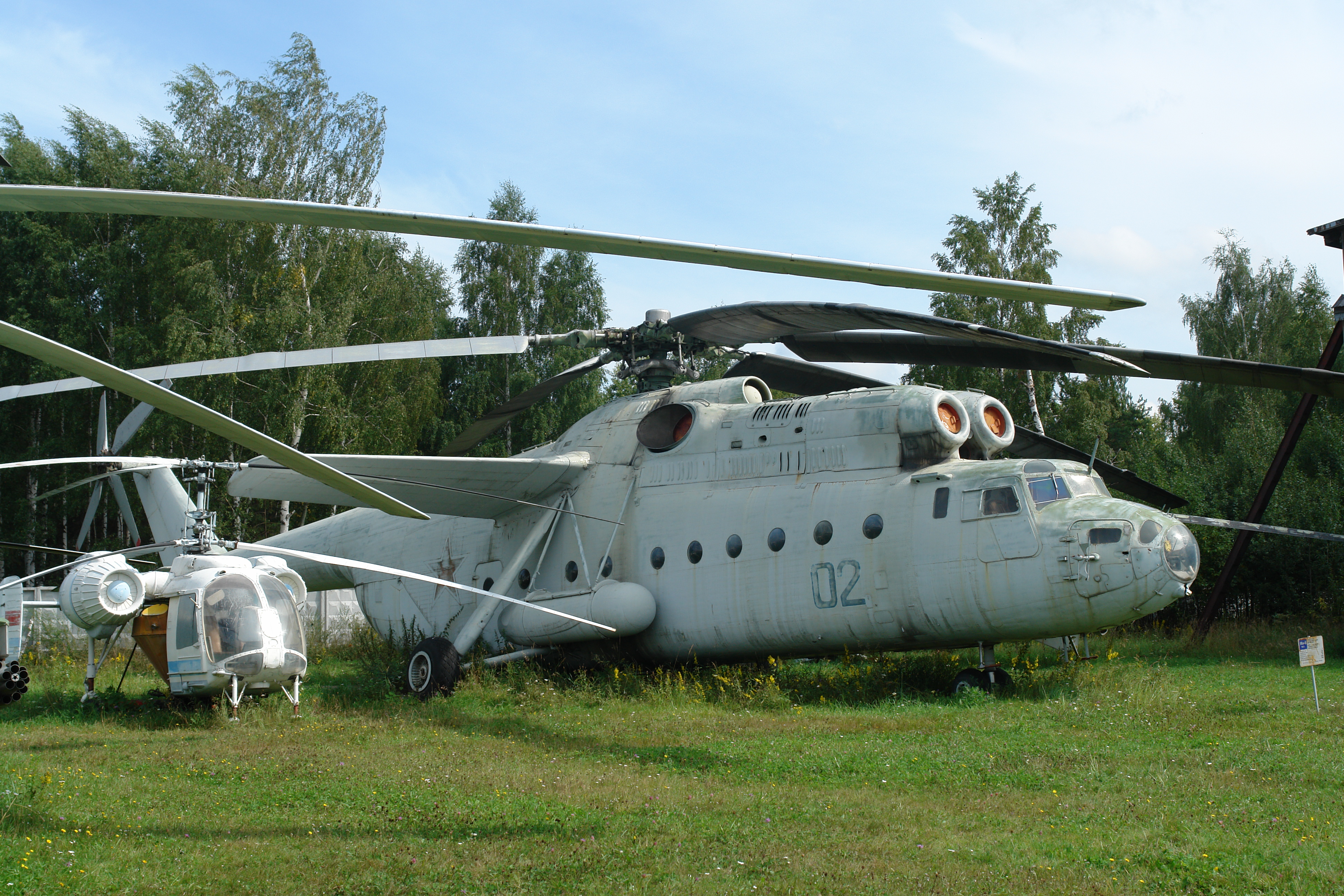
ミル Mi-6 (Hook)
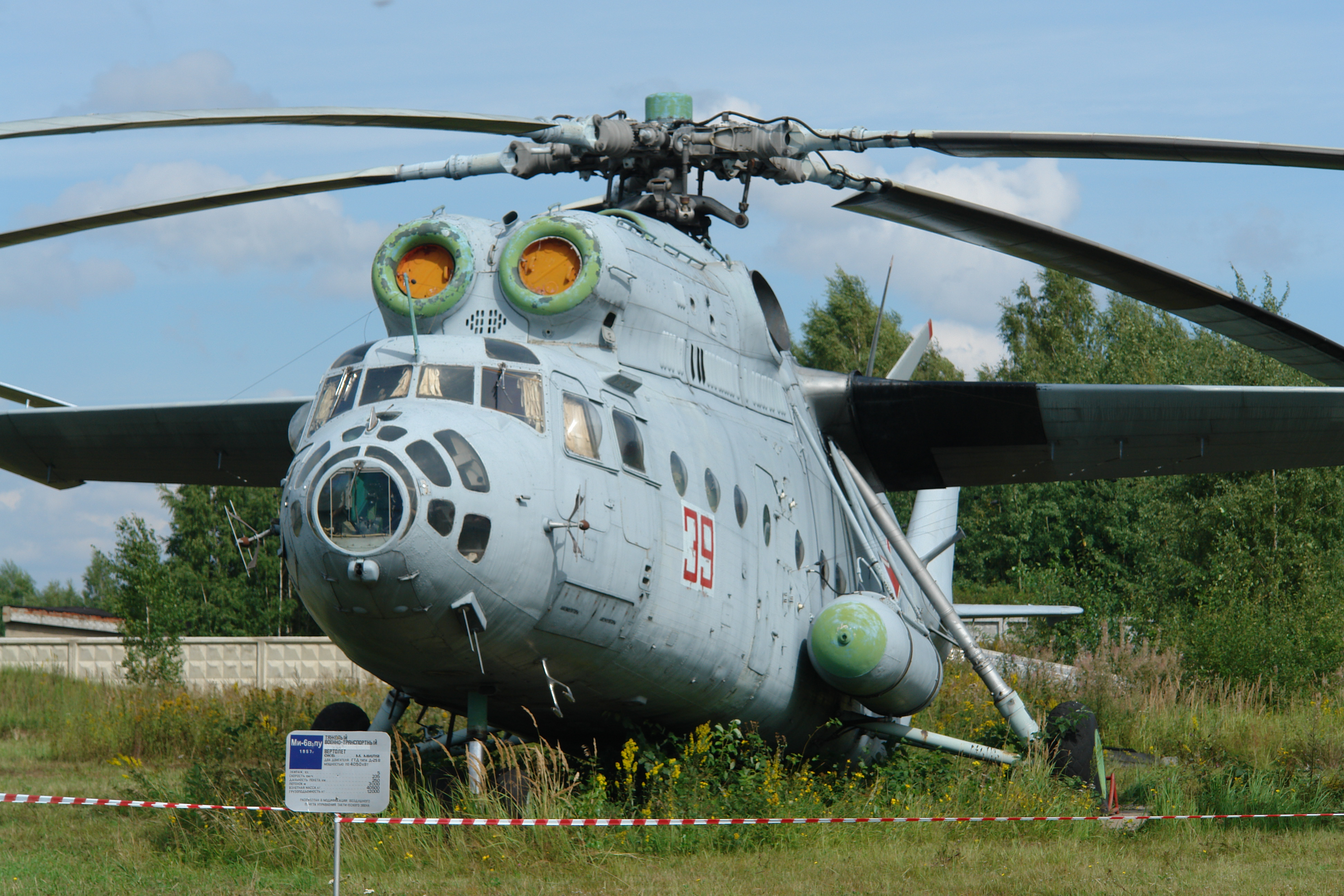
ミル Mi-6B (Hook)
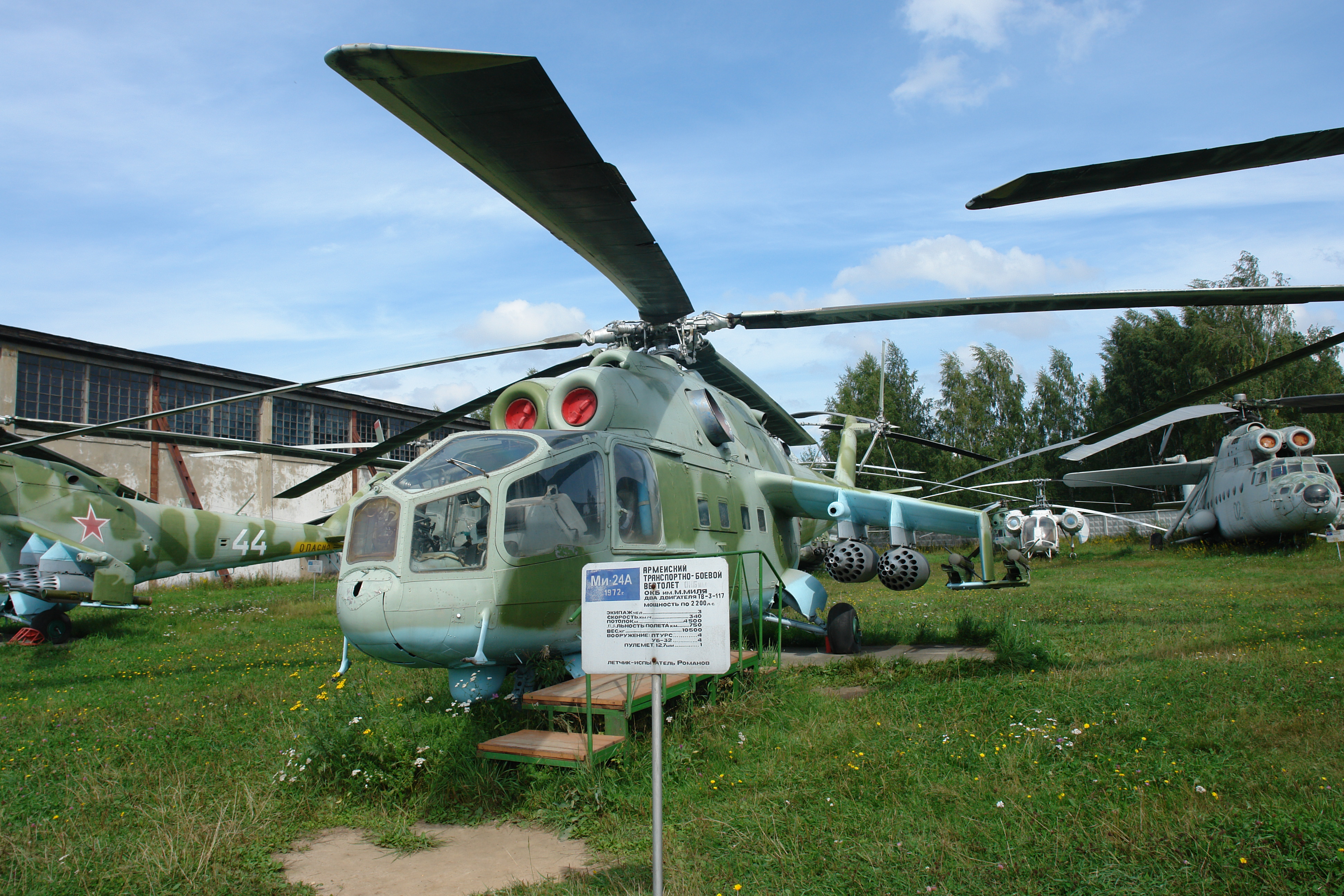
ミル Mi-24A (Hind-A)
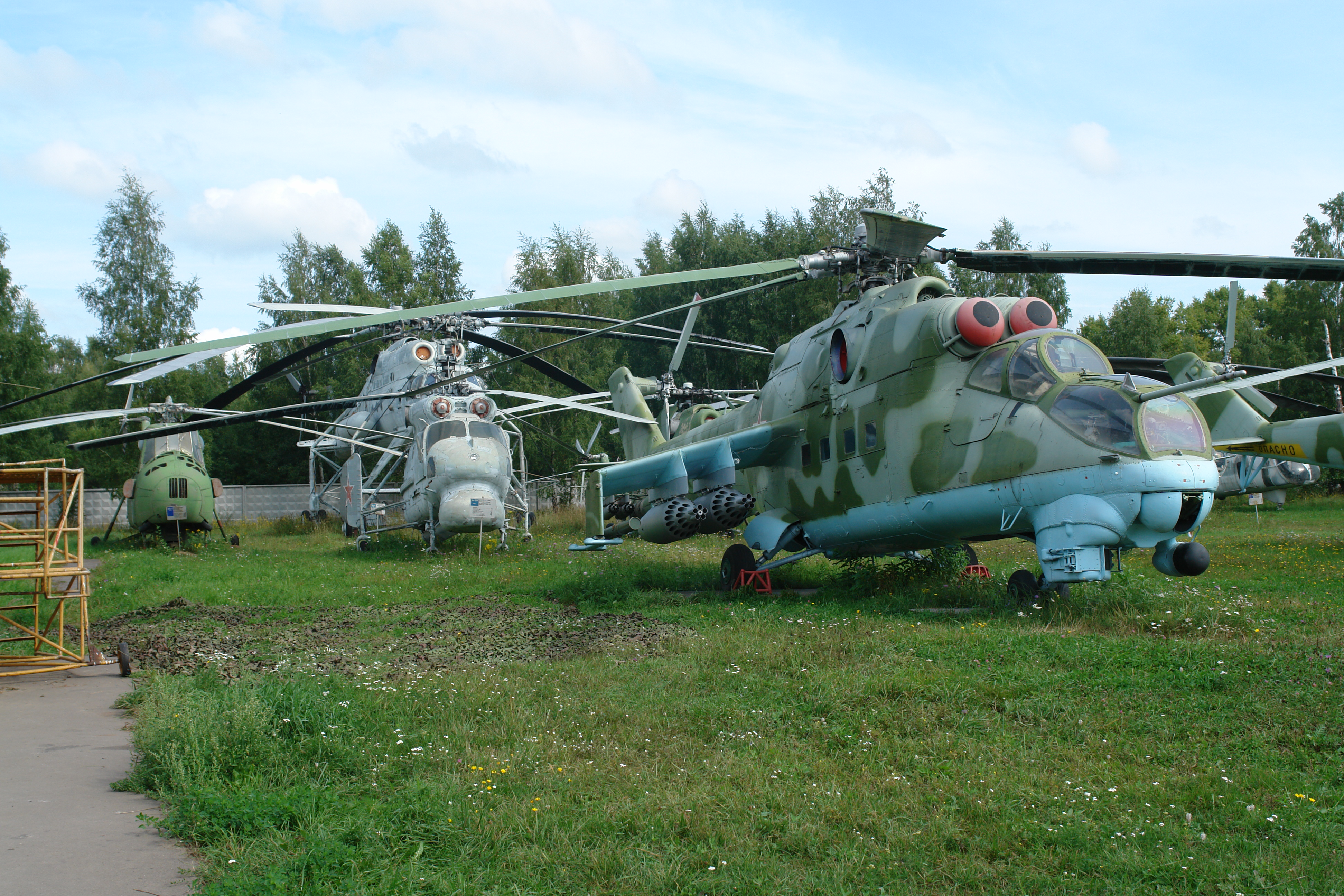
ミル Mi-25 (Hind-D)
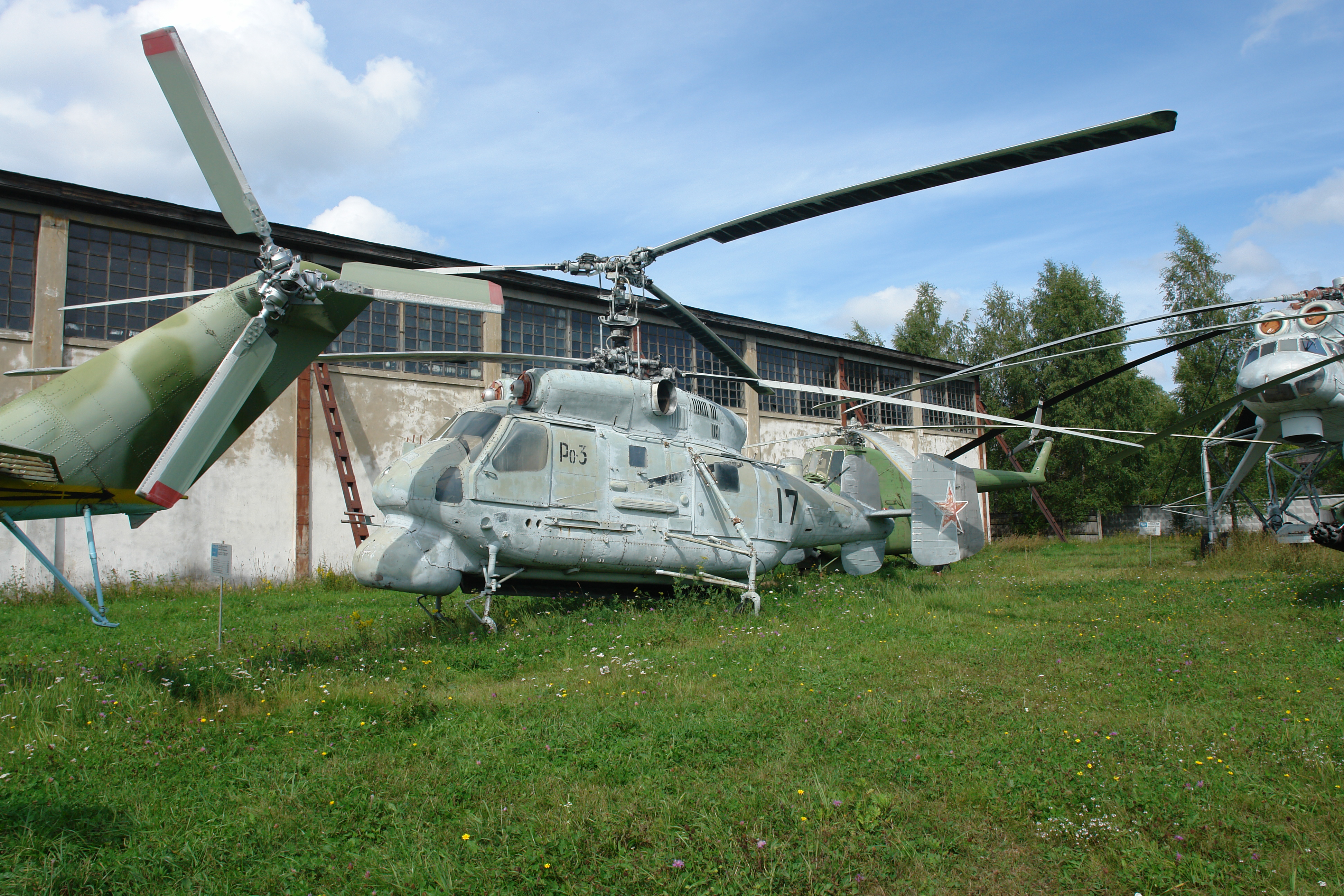
カモフ Ka-25 (Hormon)
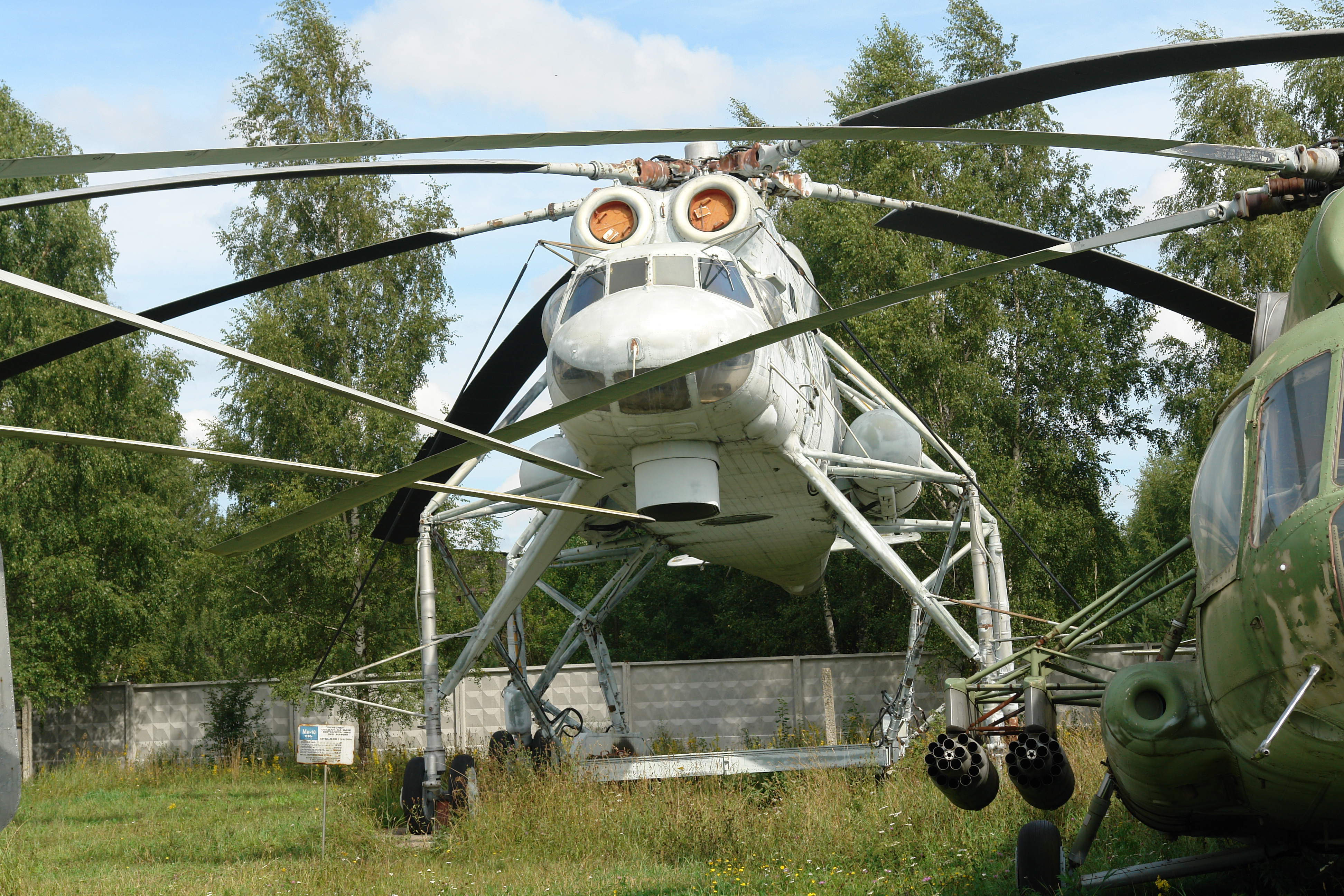
ミル Mi-10 (Harke)
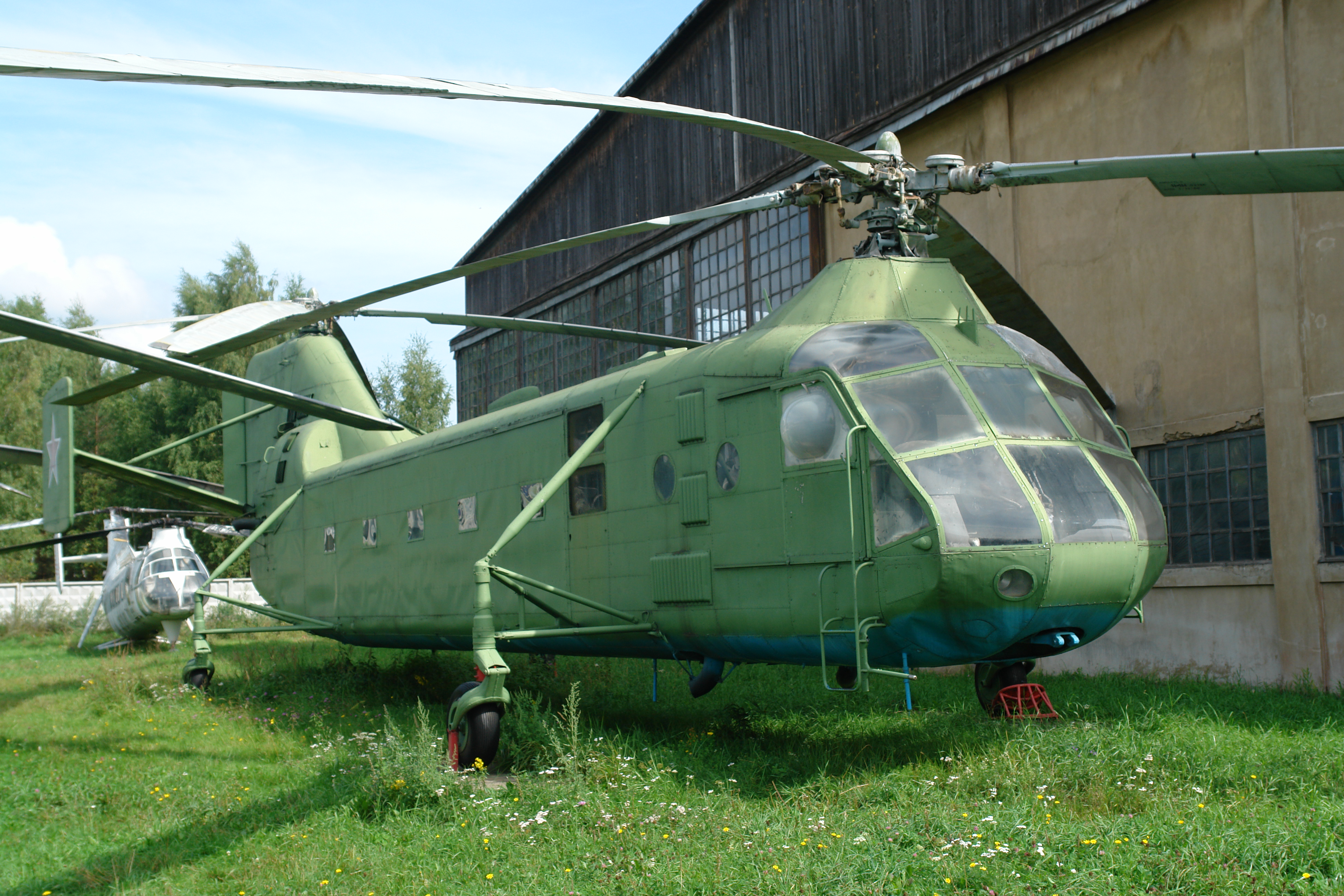
ヤコヴレフ Yak-24 (Horse)

他の航空機

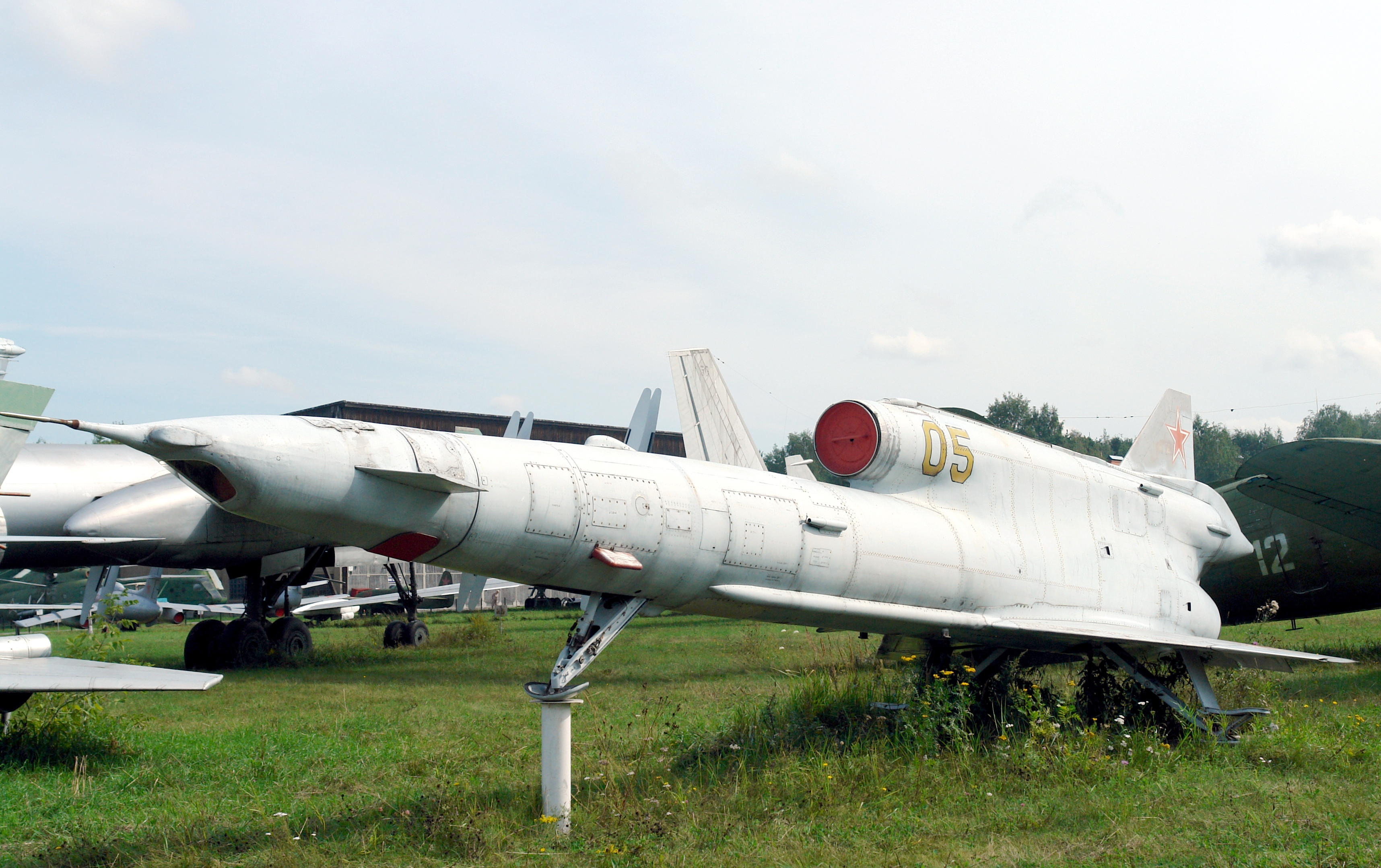
M-141 ("ストリージ" ロシア語: Стриж) 標的機
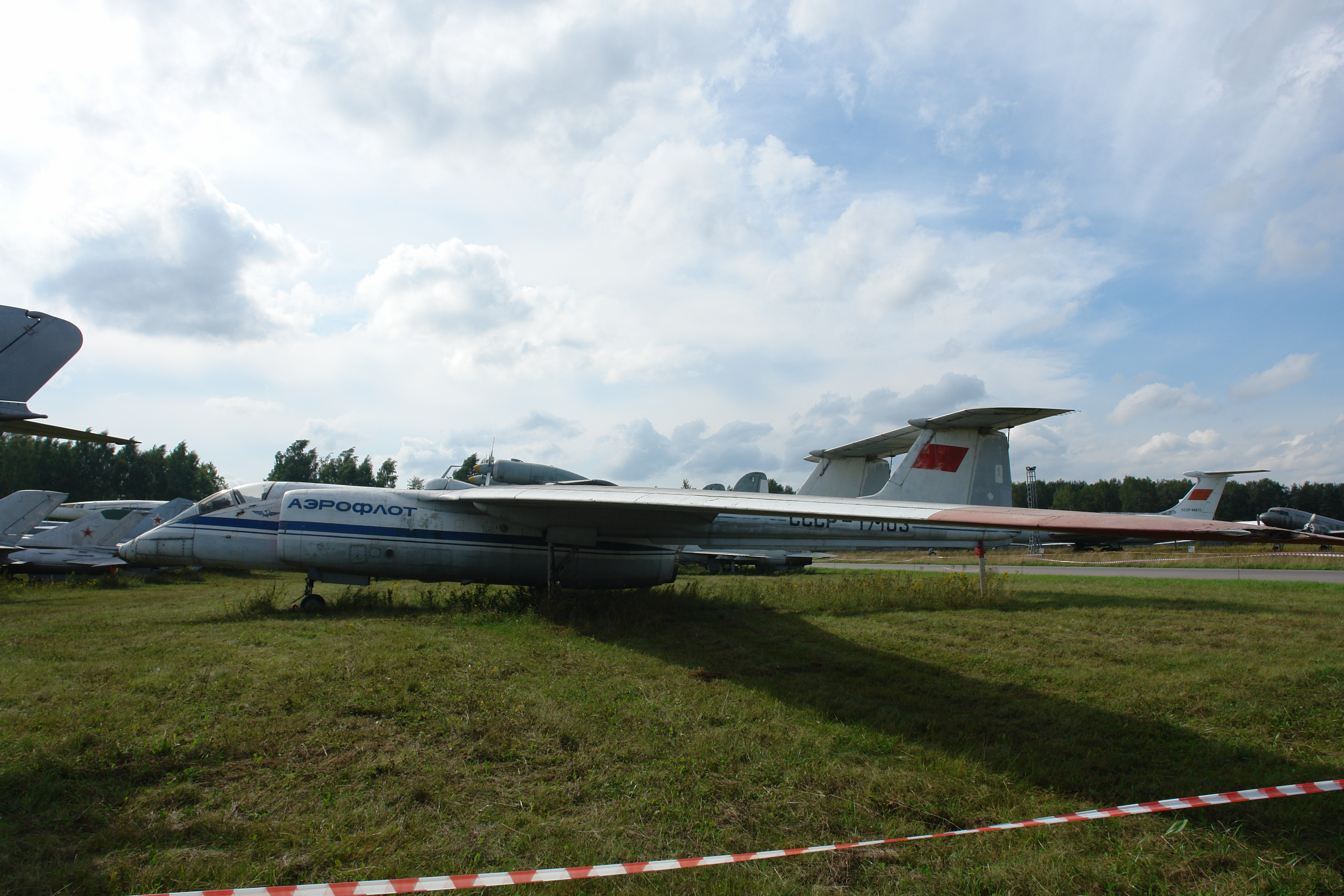
ミャスィーシチェフ M-17 (Mystic) 高高度実験機
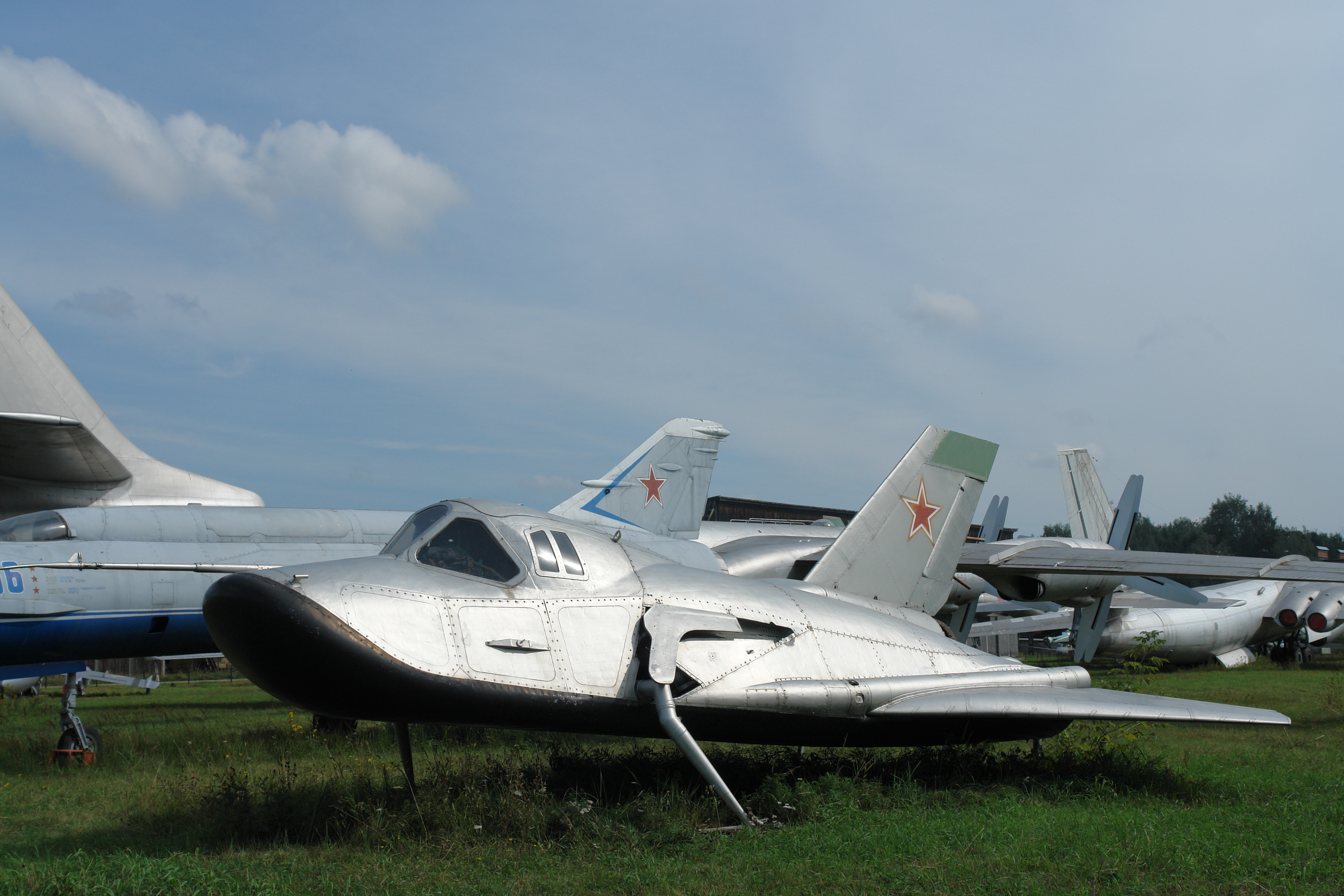
MiG-105 Spiral EPOS 地球往還機(OS) 試作機 Nr. 11 (亜音速)
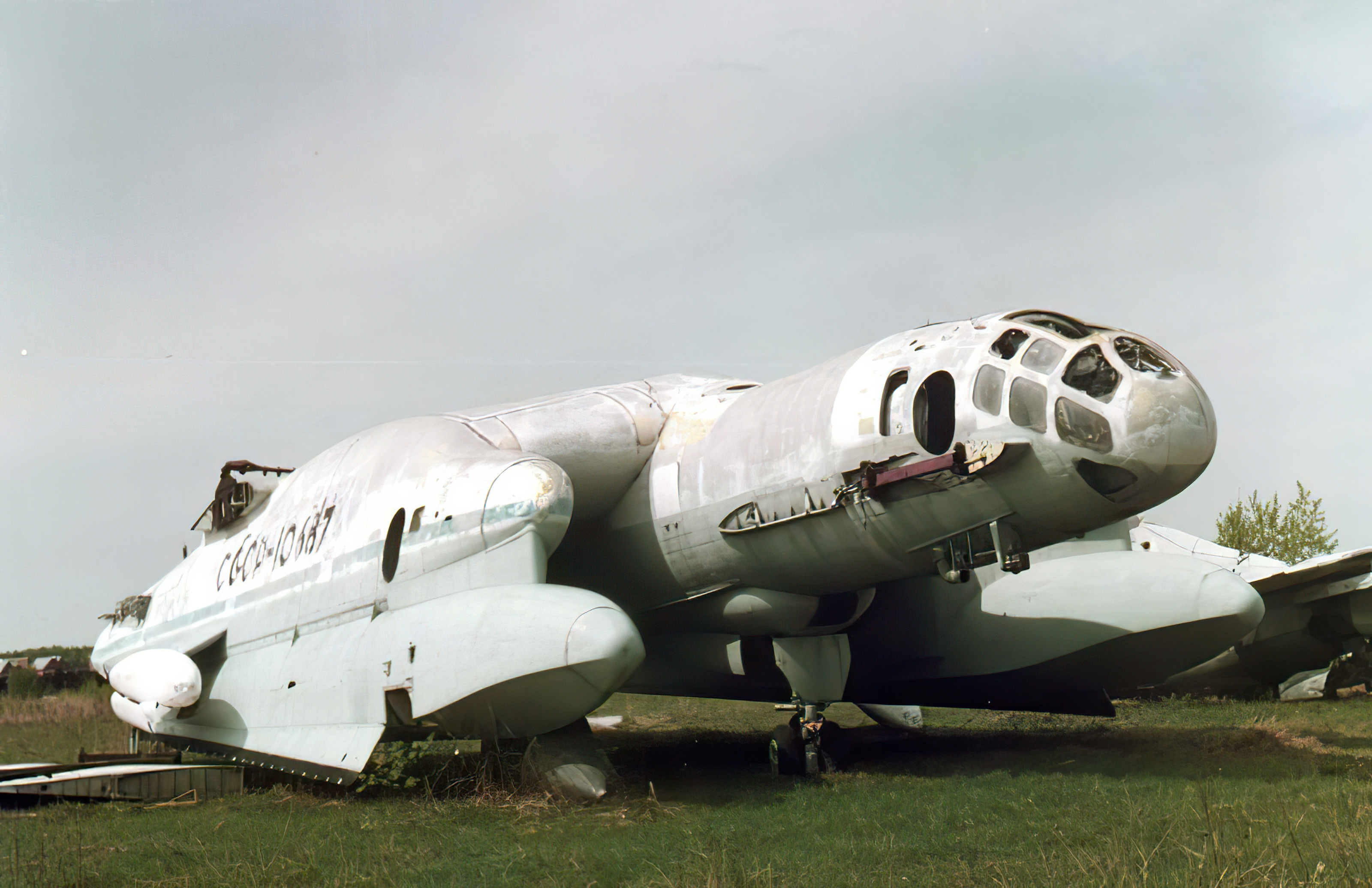
ベリエフ バルティニ VVA-14 地面効果翼機の試作機